# Obila pannosata
Obila pannosata är en fjärilsart som beskrevs av Achille Guenée 1858. Obila pannosata ingår i släktet Obila och familjen mätare. Inga underarter finns listade i Catalogue of Life.